# Drepanocladus frigidus
Drepanocladus frigidus är en bladmossart som beskrevs av Georg Roth 1908. Drepanocladus frigidus ingår i släktet krokmossor, och familjen Amblystegiaceae. Inga underarter finns listade i Catalogue of Life.